# 小西輝夫
小西 輝夫（こにし てるお、1927年 - ）は、日本の精神科医。
大阪市立医学専門学校（のち大阪市立大学医学部）卒、1959年「精神薄弱児における爪床部毛細血管像の生体顕微鏡的観察」で大阪市大医学博士。松下電器産業健康管理センターに勤務し、副所長、松下記念病院院長、1984佛教大学教育学部教授。98年定年退任。仏教、芸術家の精神にも関心が深かった。

## 著書
- 『妙好人 その精神医学的考察』百華苑 1972
- 『サラリーマンの心の健康相談室』創元社 1977
- 『精神科医の念仏』百華苑 1979
- 『精神医学からみた日本の高僧』牧野出版 1981
- 『サラリーマンと心の健康』日本放送出版協会 NHKブックス 1984
- 『バンカー・シンドローム サラリーマンの心の危機』東京書籍 1986
- 『宗教に生きる 精神科医がみた求道者の人格』同朋舎出版 1988
- 『老いを学ぶ 私の老年学入門』本願寺出版部 1989
- 『障害児の生理と病理』仏教大学通信教育部 1992
- 『こころの病』佛教大学通信教育部 1997

共著
- 『彼岸の風景』藤澤量正,辻本敬順共著 本願寺出版社 2000

## 論文
- Cinii